# Max Kleiber
Max Kleiber (* 4. Januar 1893 in Zürich; † 5. Januar 1976 in Davis, Kalifornien) war ein Schweizer Biologe, Hochschullehrer,  Agrar- und Ernährungswissenschaftler.

## Leben und Werk
Kleibers Vorfahre Jerg Kleiber kam 1619 bei Beginn des Dreißigjährigen Krieges vom bayerischen Memmingen nach dem basellandschaftlichen Benken. Kleibers Vater war der aus Benken stammende Kantonschemiker Anton (1861–1902), seine Mutter war Anna, geborene Brodbeck (1856–1930). Das Paar zog nach der Heirat vom Benken nach Zürich. Nach dem frühen Tod des Vaters zog die Familie zu den Großeltern mütterlicherseits nach Biel. Dort befreundete sich Kleiber mit Hermann Hiltbrunner. Kleiber besuchte die Primarschule in Benken und die Bezirksschule in Therwil, später die obere Realschule in Basel.
Von 1909 bis 1911 war Kleiber an der Landwirtschaftlichen Schule, heute Hochschule für Agrar-, Forst- und Lebensmittelwissenschaften in Rütti bei Bern. Im Herbst 1911 trat Kleiber in die landwirtschaftliche Abteilung der ETH Zürich ein. Im Mai 1913 reiste er nach Alberta, wo er mit seinen Freunden Werner Stauffer und Walter Flückiger als Kolonist und Farmerarbeiter tätig war.
Bei Ausbruch des Ersten Weltkrieges kehrten sie im August 1914 in die Schweiz zurück, um Aktivdienst zu leisten. In der Folge wurde Kleiber Leutnant der Artillerie. Durch den Einfluss von Leonhard Ragaz und Hermann Kutter geprägt, verweigerte Kleiber im März 1917 aus politisch-religiösen Gründen den Militärdienst und wurde deswegen zu vier Monaten Haft in der Strafanstalt Hinwil verurteilt. Ihm wurden für ein Jahr die Bürgerrechte entzogen und das Studium verweigert. Nach der Intervention von engagierten Akademikern gelang es ihm dennoch, 1920 sein Studium abzuschließen. Kleiber war danach Assistent unter Georg Wiegner und doktorierte 1924 mit der Arbeit Über die elektrische Konservierung von saftigem Futter, worin er das Versagen der Elektrosilierung nachwies.
Kleiber heiratete 1918 die aus Uster stammende Anna, geborene Kupfer (1888–1940). Zusammen hatten sie drei Kinder, wovon die zwei jüngeren früh verstarben. Nachdem sich Kleiber 1928 mit Studien über Futterbewertung und Futterwirkung, die er seinem Lehrer Georg Wiegner widmete, an der ETH Zürich habilitierte, erhielt er 1929 eine Einladung von Dr. Georg H. Hart vom College of Agriculture der University of California, Davis. Kleiber zog in Folge mit seiner Frau und der 1920 geborene Tochter Marianne nach Kalifornien. Nach dem Tod seiner Frau heiratete Kleiber 1941 die Hauswirtschaftsprofessorin und Dozentin Margaret Lee, geborene Maxwell (* 1907). Zusammen hatten sie drei Kinder.
Kleiber forschte und unterrichtete an der University of California in Davis bis 1960 und erhielt 1961 den Ehrendoktor der Universität. Zudem erhielt Kleiber 1952 den 'Borden Award' des American Institute of Nutrition und 1953 den 'Morrison Award' der American Society for Animal Production. 1972 wurde in Davis ein Hörsaalgebäude nach ihm benannt, die 'Kleiber-Hall'. Sein schriftlicher Nachlass befindet sich in der Bibliothek der University of California, Davis. Als Pazifist und Gegner der Kernwaffen nahm Kleiber an den Anti-Vietnamkrieg-Demonstrationen teil.
Seine Arbeiten zur Beziehung zwischen Körpergröße und Metabolismus von Säugetieren werden bis heute in vielen wissenschaftlichen Publikationen zitiert und haben als Kleibers Gesetz (engl. 'Kleiber's law' oder auch 'Kleiber's rule') den Weg in die gängigen Lehrbücher der Tierphysiologie gefunden.